# Reinsdorf (Burgenlandkreis)
Reinsdorf is een plaats en voormalige gemeente in de Duitse deelstaat Saksen-Anhalt en maakt deel uit van de gemeente Nebra (Unstrut) in de Landkreis Burgenlandkreis.
Reinsdorf telt 571 inwoners.